# الخدود (حورة)
'

تعديل مصدري - تعديل

الخدود هي إحدى قرى عزلة حوره بمديرية حورة التابعة لمحافظة حضرموت، بلغ تعداد سكانها 274 نسمة حسب تعداد اليمن لعام 2004.